# Sturnira sorianoi
Sturnira sorianoi (Sánchez-Hernández, Romero-Almaraz & Schnell, 2005) è un pipistrello della famiglia dei Fillostomidi diffuso nell'America meridionale.

## Descrizione

### Dimensioni
Pipistrello di piccole dimensioni, con la lunghezza della testa e del corpo tra 57 e 69 mm, la lunghezza dell'avambraccio tra 41 e 44 mm, la lunghezza del piede tra 13 e 14 mm, la lunghezza delle orecchie tra 15 e 18 mm.

### Aspetto
La pelliccia è lunga, densa e setosa, con i singoli peli a quattro colori. Le parti dorsali sono grigio chiare con la base dei peli bianca, mentre le parti ventrali sono marrone chiaro e la testa nerastra. Il muso è corto e largo. La foglia nasale è nerastra, ben sviluppata e lanceolata, con la porzione anteriore saldata al labbro superiore. Le orecchie sono nerastre, corte, triangolari, con l'estremità arrotondata ed ampiamente separate. Il trago è corto ed affusolato. Le membrane alari sono nerastre e attaccate posteriormente sulle caviglie. I piedi sono ricoperti di peli. È privo di coda, mentre l'uropatagio è ridotto ad una frangia di peli lungo la parte interna degli arti inferiori. Il calcar è rudimentale.

## Biologia

### Alimentazione
Si nutre di frutta.

## Distribuzione e habitat
Questa specie è diffusa nel Venezuela occidentale e nella Bolivia centrale.
Vive nelle foreste umide montane.

## Conservazione
La IUCN Red List, considerata l'assenza di informazioni recenti circa il suo areale, lo stato della popolazione e i requisiti ecologici, classifica S.sorianoi come specie con dati insufficienti (DD).